# Жолква
Жо́лква (укр. Жовква) — город во Львовском районе Львовской области Украины. Административный центр Жолковской городской общины. С 1951 по 1992 год назывался Нестеров.

## Расположение

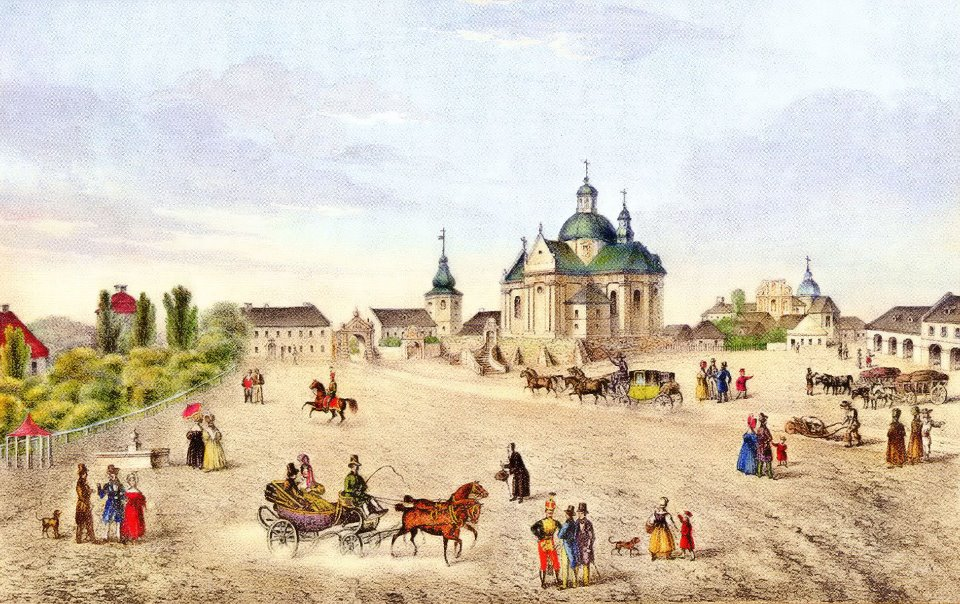
Карл Ауэр. Рыночная площадь в Жолкве (до 1858).

Жолква находится в 25 километрах на север от Львова и в 35 километрах от украинско-польской границы, на пересечении двух международных автодорог в Польшу (Львов — Рава-Русская — Варшава) и Львов — Ковель — Брест). Рядом с автотрассой проходит железная дорога Львов — Рава-Русская — Варшава.
Жолква расположена на границе естественных областей: гряды Расточья и сильно заболоченной в прошлом равнины Малого Полесья, рядом проходит Главный европейский водораздел.
Здесь проходила древняя граница земель Червонной Руси — Галиции и Волыни, Звенигородского и Белзского княжеств. Возле подножия горы Гарай (365 м) — крутого уступа Расточья, которая поднимается на 150 метров над близлежащей равниной, пересекались важные пути Червонной Руси. С востока на запад проходил путь на отрезке между городами Димошин (ныне Каменка-Бугская) и Щекотин (окраины села Глинско в 5 километрах от Жолквы) и дальше на Янов, Краковец, Краков; с юга на север пролегал путь из города Галича (позднее из Львова) на Белз и Холм.

## Рельеф, природные ископаемые
Центральная (историческая) часть города расположена на повышенной гряде, которая протянулась с востока на запад, западным краем примыкая к северо-восточным уступам Расточья. Возле подножия горы Гарай (150 м) гряду прорезает река Свинья, образовывая несколько изгибов. В долине реки в древности находились большие пруды (Сопошинский, Средний и Зволинский), которые были осушены на протяжении XIX века. Заболоченные ранее территории по обе стороны гряды также постепенно были осушены и на сегодняшний день полностью застроены.
На южной окраине города в районе кирпичного завода в небольших масштабах осуществляется разработка месторождений глины, которая используется для производства керамического кирпича. В районе города выявлены также сероводородные воды с температурой на поверхности 39°С, они могут использоваться для бальнеологических целей.

## История

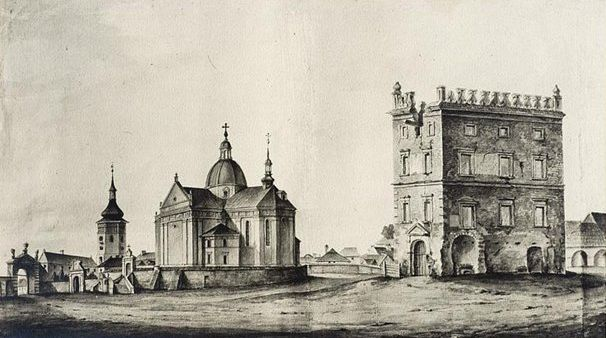
Городская ратуша

Документально подтверждено, на месте нынешней Жолквы во времена Галицко-Волынского княжества с 1368 года существовало село Винники (ныне — в черте города). В 1597 году рядом с селом гетманом Станиславом Жолкевским был построен замок, вокруг которого возникло поселение городского типа, получившее Магдебургское право в 1603 году. Город и замок были спроектированы польским архитектором итальянского происхождения Павлом Щенсливым, который был одним из представителей итальянской архитектурной школы. Станислав Жолкевский хотел, чтобы его город напоминал город Замосць. Жолква стал одним из первых спланированных городом в Польше наряду с городом Замосць.
В 1706—1707 годах в Жолкве находилась ставка русского военного командования в Северной войне и резиденция Петра I.
В 1772 году в ходе первого раздела Речи Посполитой оказалась под скипетром Габсбургов. Центр повята в Королевстве Галиции и Лодомерии.
В XVIII—XIX веках город был славен резьбой по дереву. В 1887 году в городе открыта железнодорожная станция.

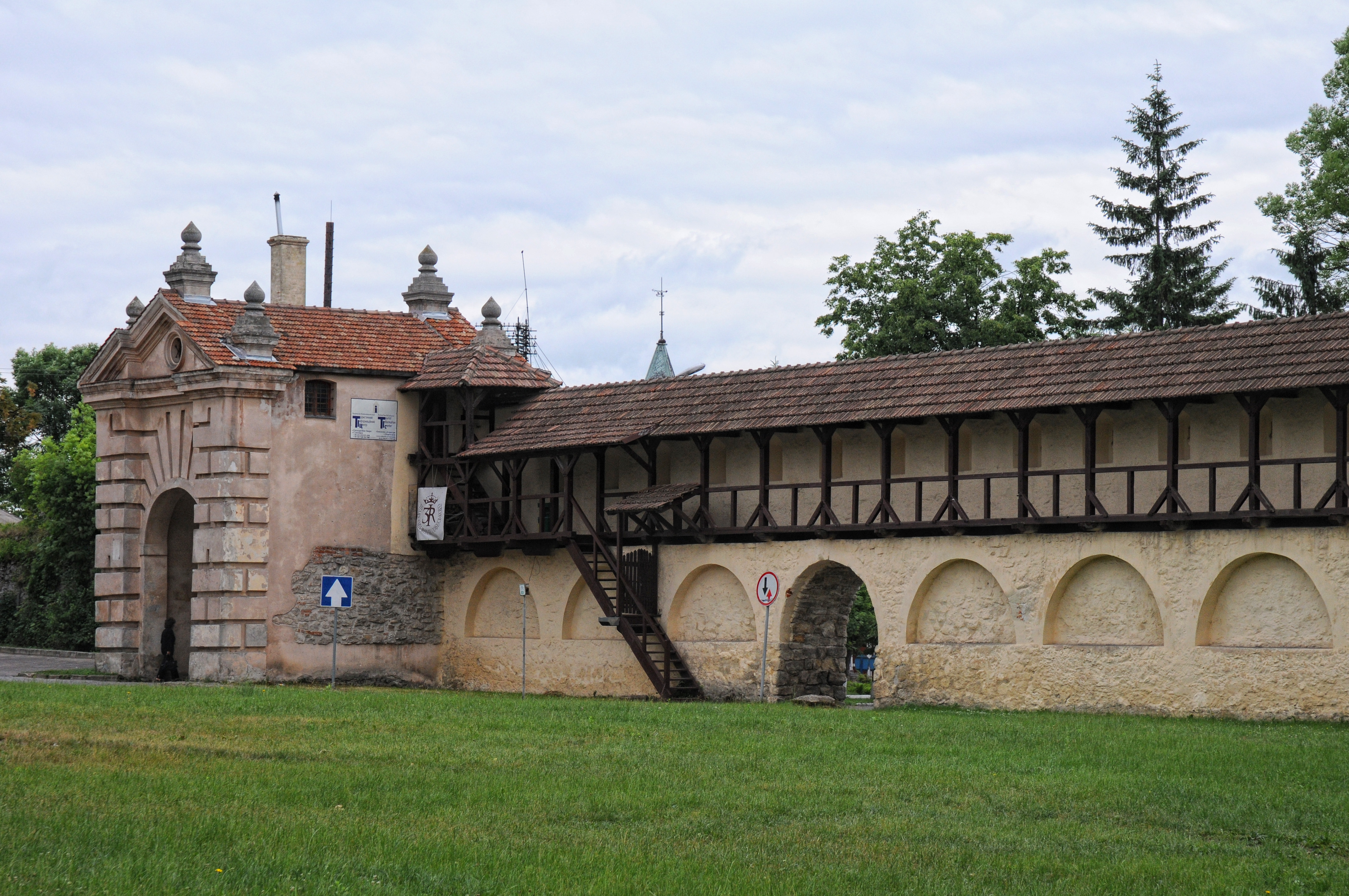
Звиринецкие ворота
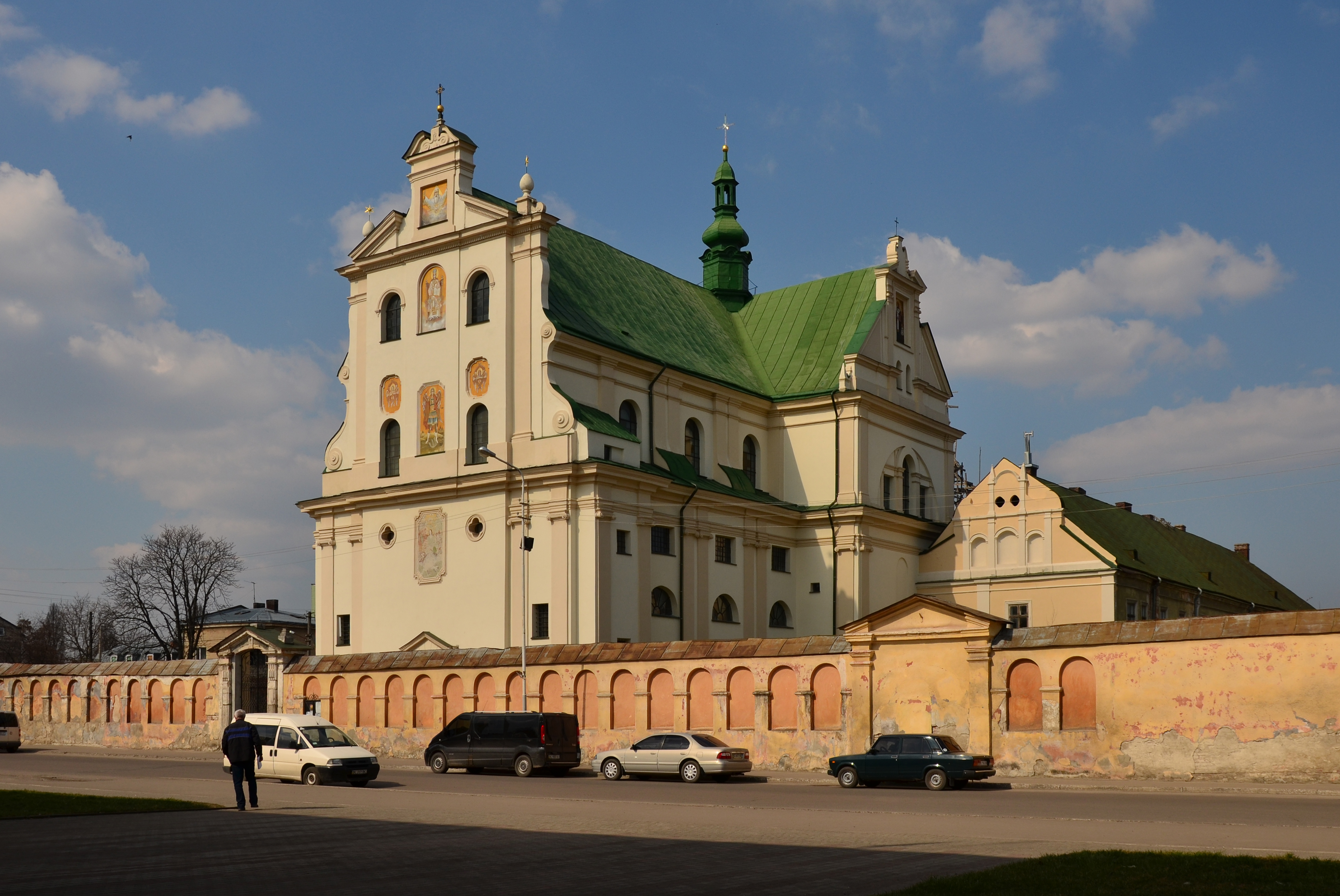
Доминиканский монастырь
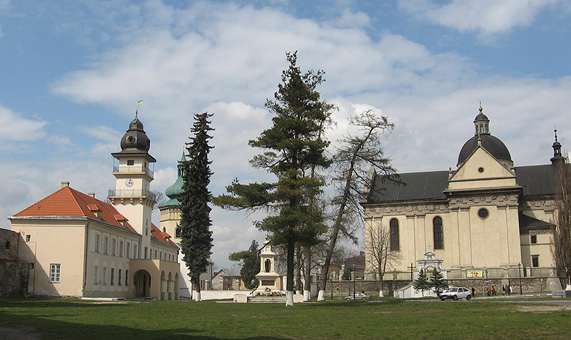
Городская ратуша и костёл Св. Лаврентия
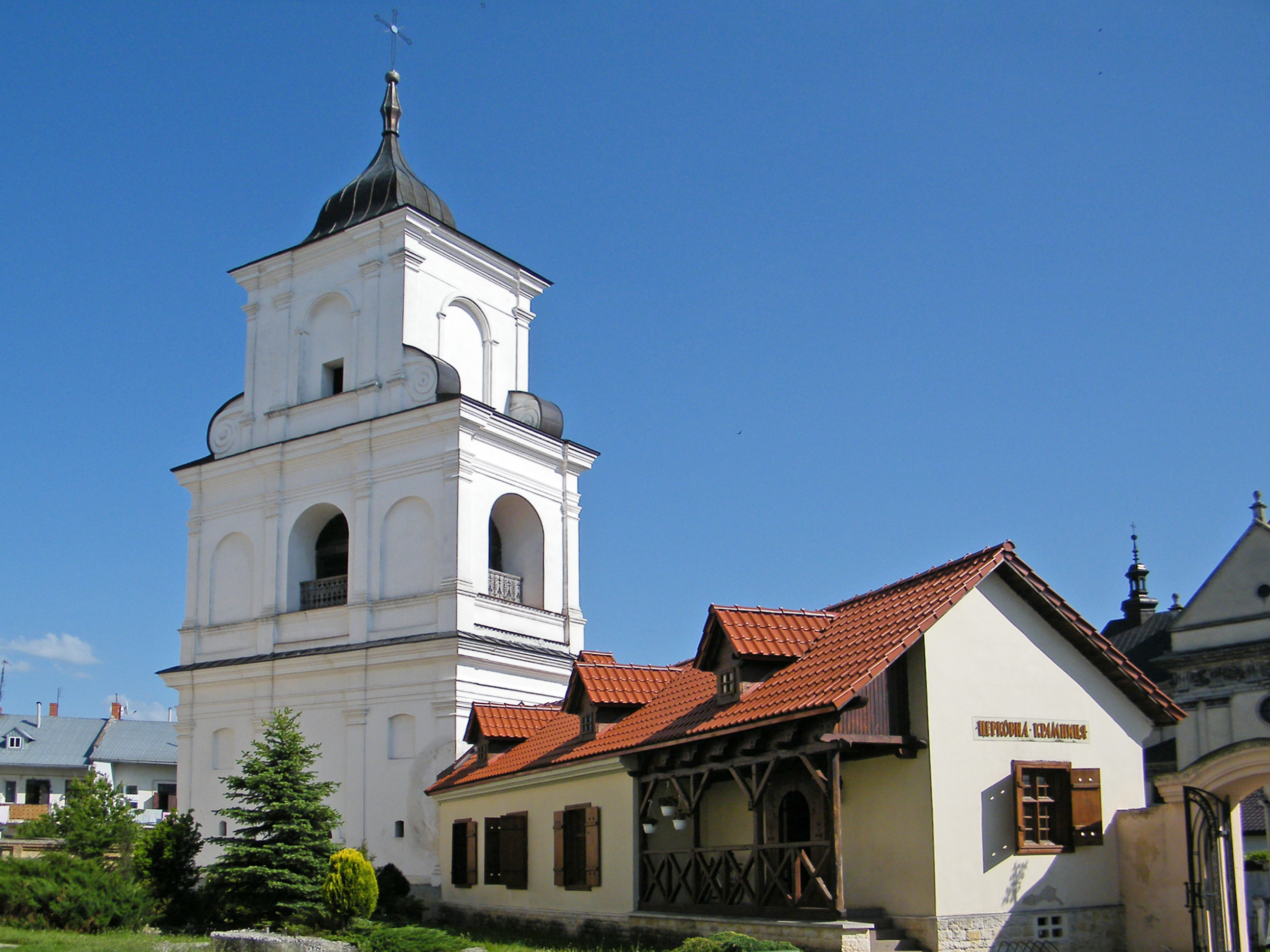
Колокольня Василианского монастыря
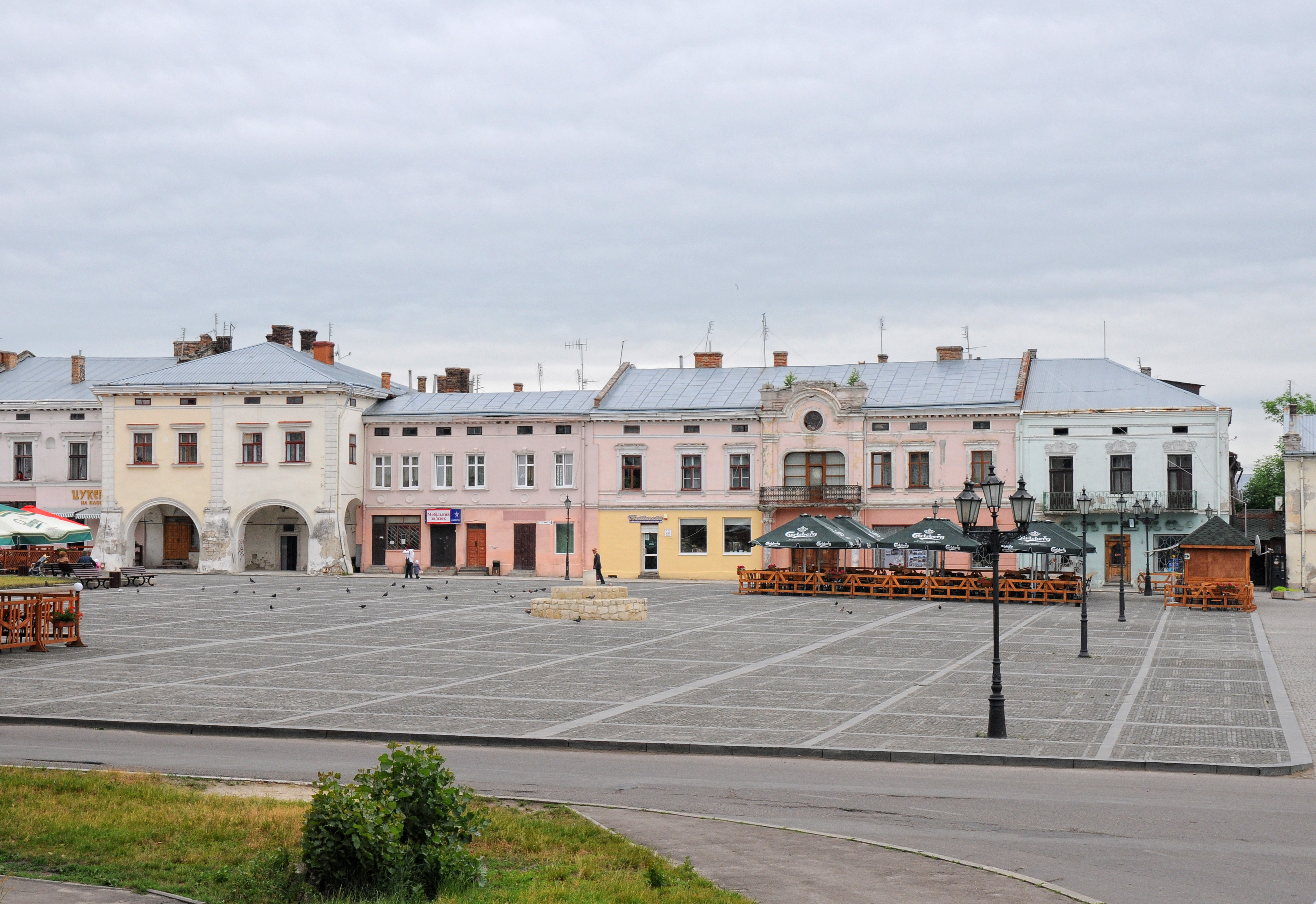
Фрагмент Вечевой площади

В ходе Первой мировой войны неоднократно занималась русскими войсками. Одно время — уездный город Львовской губернии.
6—11 января 1919 года недалеко от Жолквы произошло сражение между армией Западно-Украинской народной республики и польскими войсками.

### Польская Республика
С 1920 по 1939 год — Жолков входил в состав Львовского воеводства Польской Республики, был центром Жолкевского повята.
1 сентября 1939 года германские войска напали на Польскую Республику, началась германо-польская война 1939 года.
17 сентября 1939 года Красная армия вступила в восточные районы Польши, в том числе и в Западную Украину. 28 сентября 1939 года подписан Договор о дружбе и границе между СССР и Германией.
27 октября 1939 года в Жолкове установлена Советская власть.

### Украинская ССР
С 14 ноября 1939 года Жолков — в составе Украинской ССР.
4 декабря 1939 года стал центром Жолковского уезда Львовской области (Указ Президиума Верховного Совета СССР от 4 декабря 1939 года), а 17 января 1940 года — центром Жолковского района Львовской области (Указ Президиума Верховного Совета СССР от 17 января 1940 года).
В 1940 году Жолков получил статус города.
29 июня 1941 года город оккупирован германскими войсками.
С конца XVI века и до Второй мировой войны значительную часть населения города составляли евреи. Во время войны около 3200 евреев (из более чем 5000 еврейских жителей города) до ноября 1942 года были отправлены в лагерь смерти «Белжец». Остальные были заключены в гетто, которое в марте 1943 года ликвидировали (обитатели уничтожены нацистами и местными коллаборационистами).
23 июля 1944 года освобождён войсками 1-го Украинского фронта Красной армии в ходе Львовско-Сандомирской наступательной операции.
В 1944 город Жолков получил название Жолква.
В 1951—1992 годах город назывался Нестеров в честь русского лётчика Петра Нестерова, совершившего в 1914 году в районе Жолквы первый в истории воздушный таран и погибшего здесь.
В советское время в городе работали строительное, мебельное и консервное предприятия. Было развито ткачество, резьба по дереву, изготовление художественных изделий из стекла.

## Население
По данным переписи 2001 года, украинцы составляли 97,50 % населения Жолквы, русские — 1,98 %.

### Языковой состав
Родной язык населения по данным переписи 2001 года:
| Язык       | Численность, чел. | Доля     |
| ---------- | ----------------- | -------- |
| Украинский | 13 046            | 97,97 %  |
| Русский    | 243               | 1,82 %   |
| Другое     | 27                | 0,21 %   |
| Итого      | 13 316            | 100,00 % |

Украинский язык является основным и единственным официальным языком города.

## Достопримечательности
- Замок (1594; перестроен в резиденцию короля Яна Собеского), костёл Святого Лаврентия (1606), доминиканский монастырь, оборонная синагога.
- Василианский монастырь с храмом Пресвятого Сердца Христова, деревянный храм Пресвятой Троицы с уникальным иконостасом XVII века.
- Старинный парк, вдоль которого находится несколько особняков разного времени постройки.
- Церковь Святого Лазаря.
- Церковь Петра и Павла.

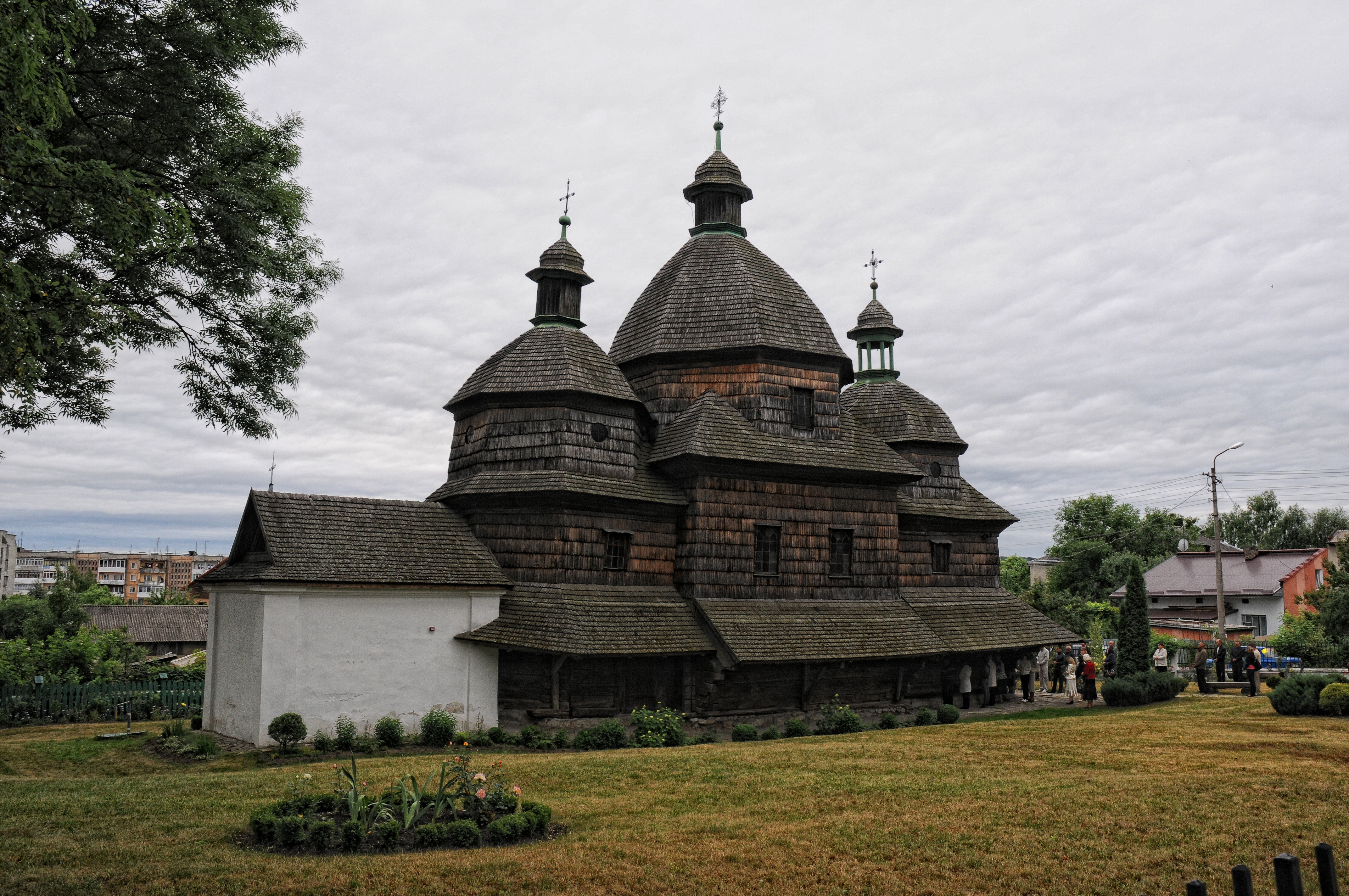
Троицкая церковь
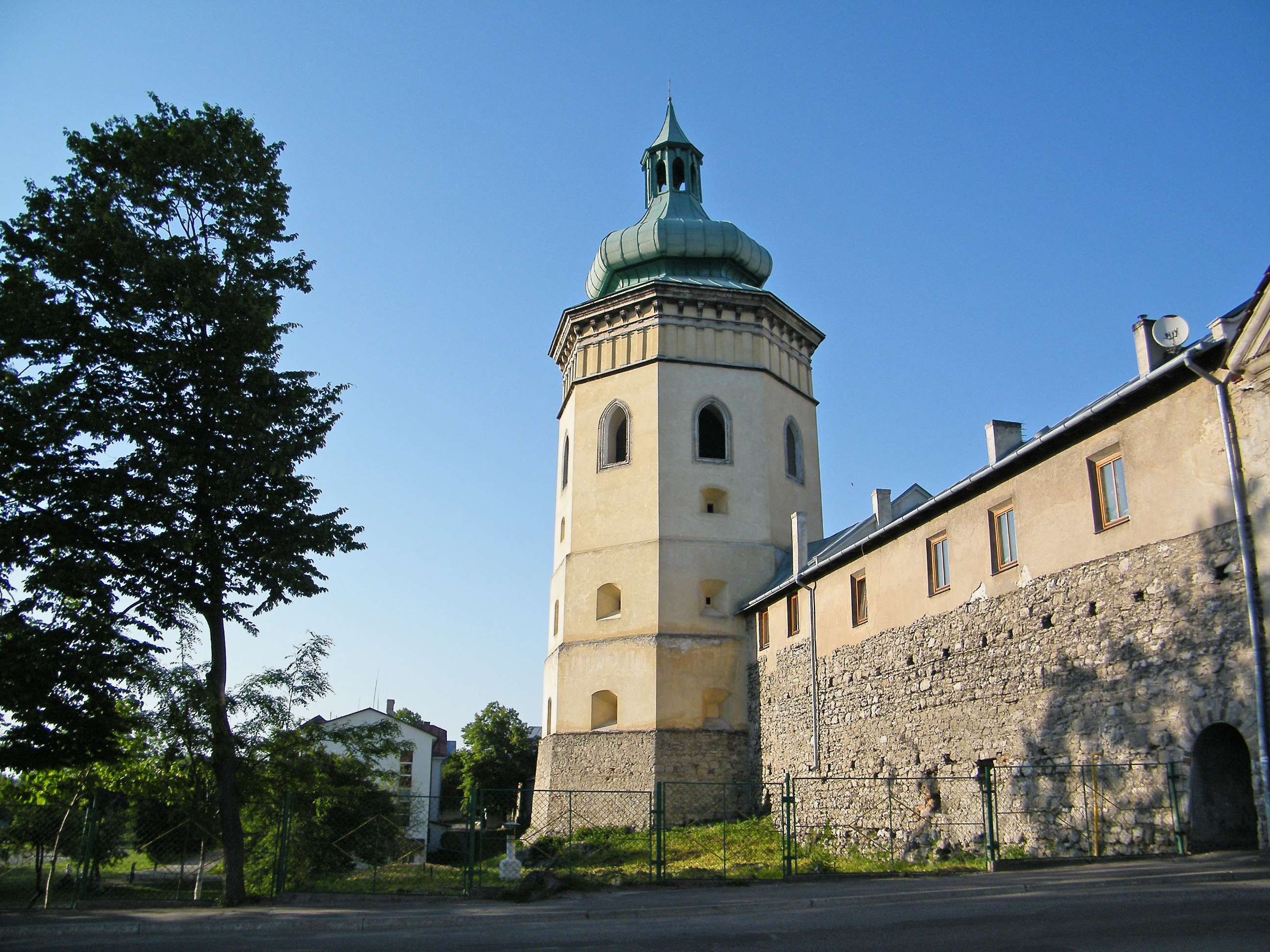
Башня-колокольня костёла Святого Лаврентия
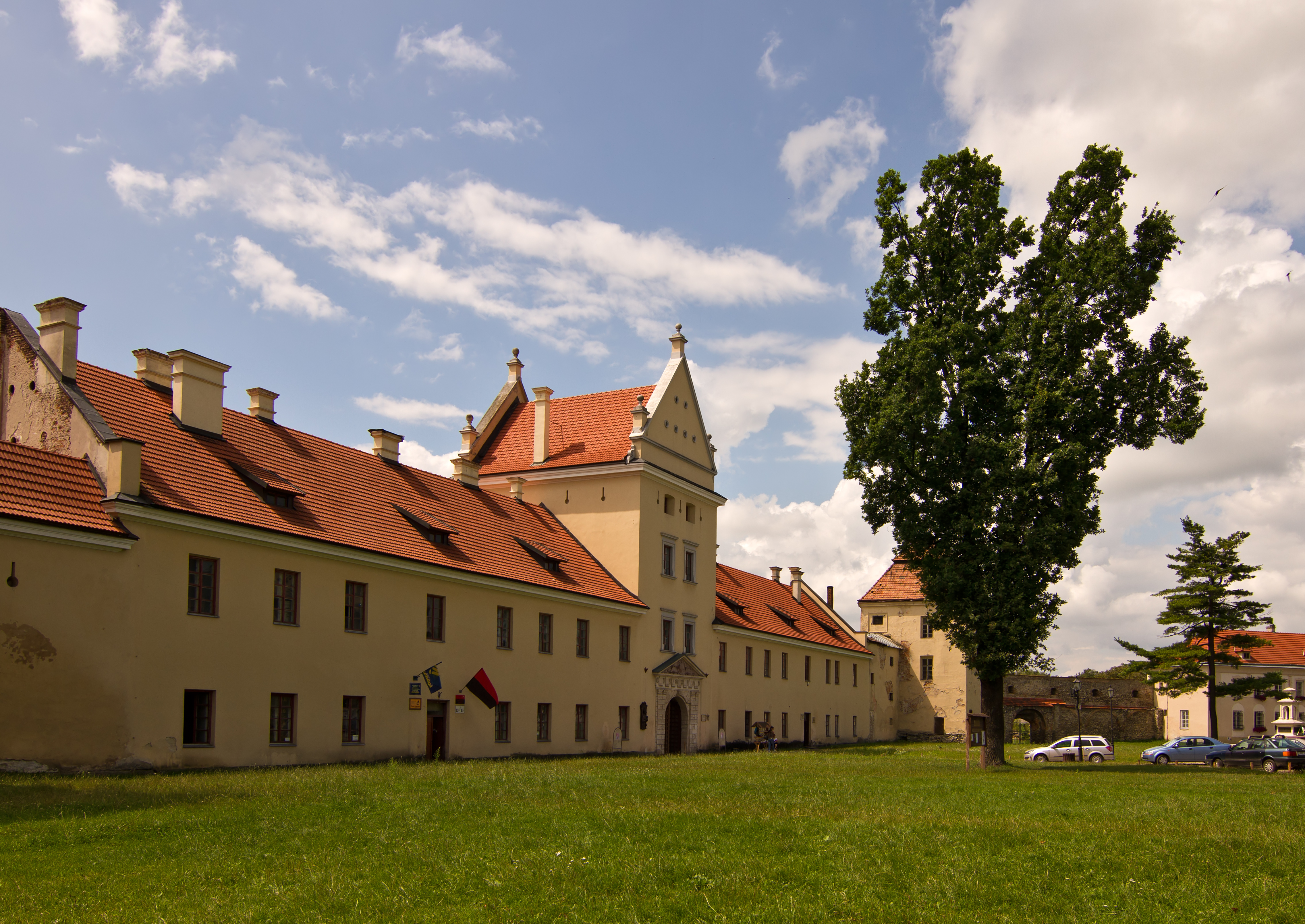
Жолковский замок
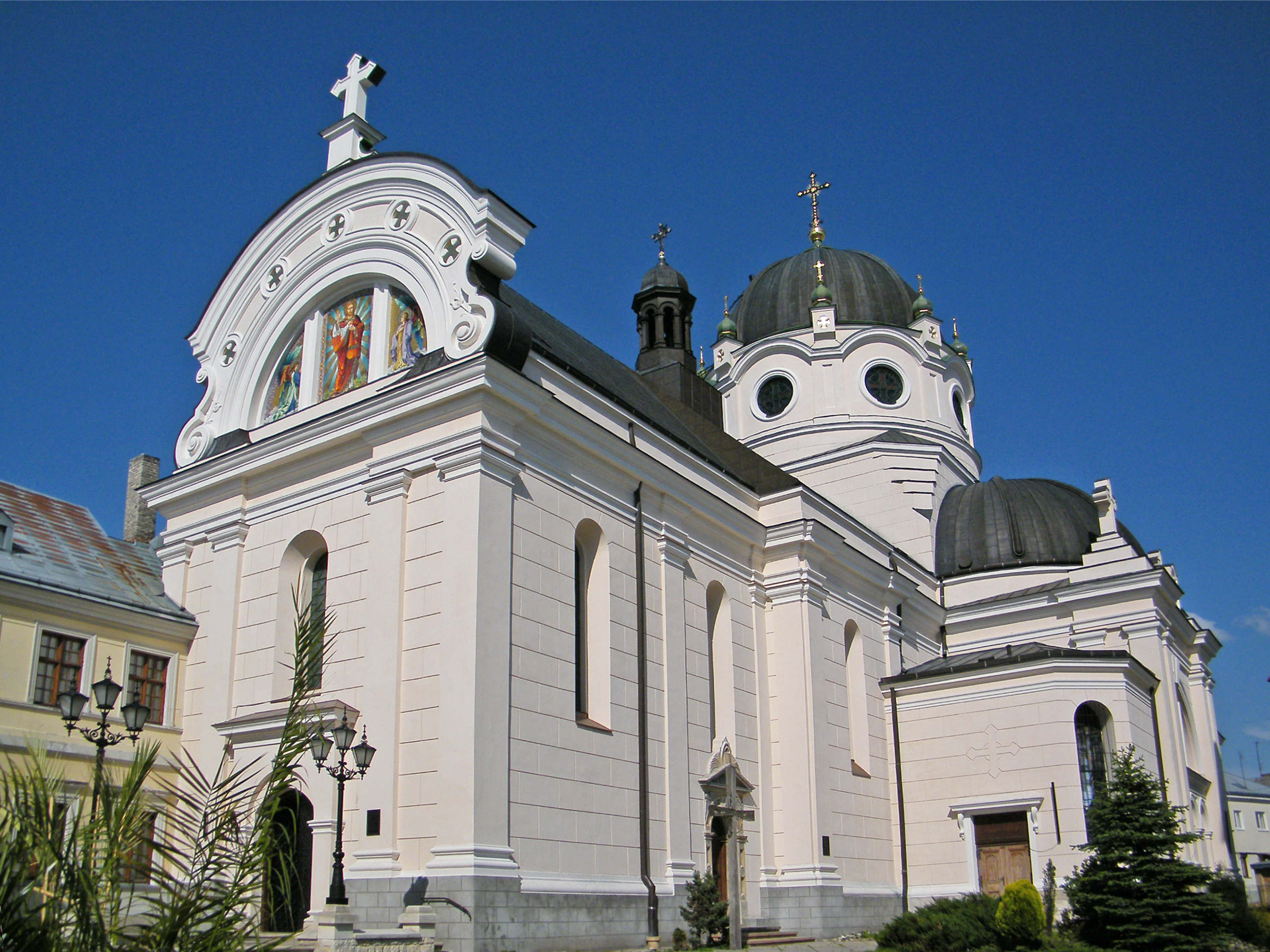
Храм Пресвятого Сердца Христова
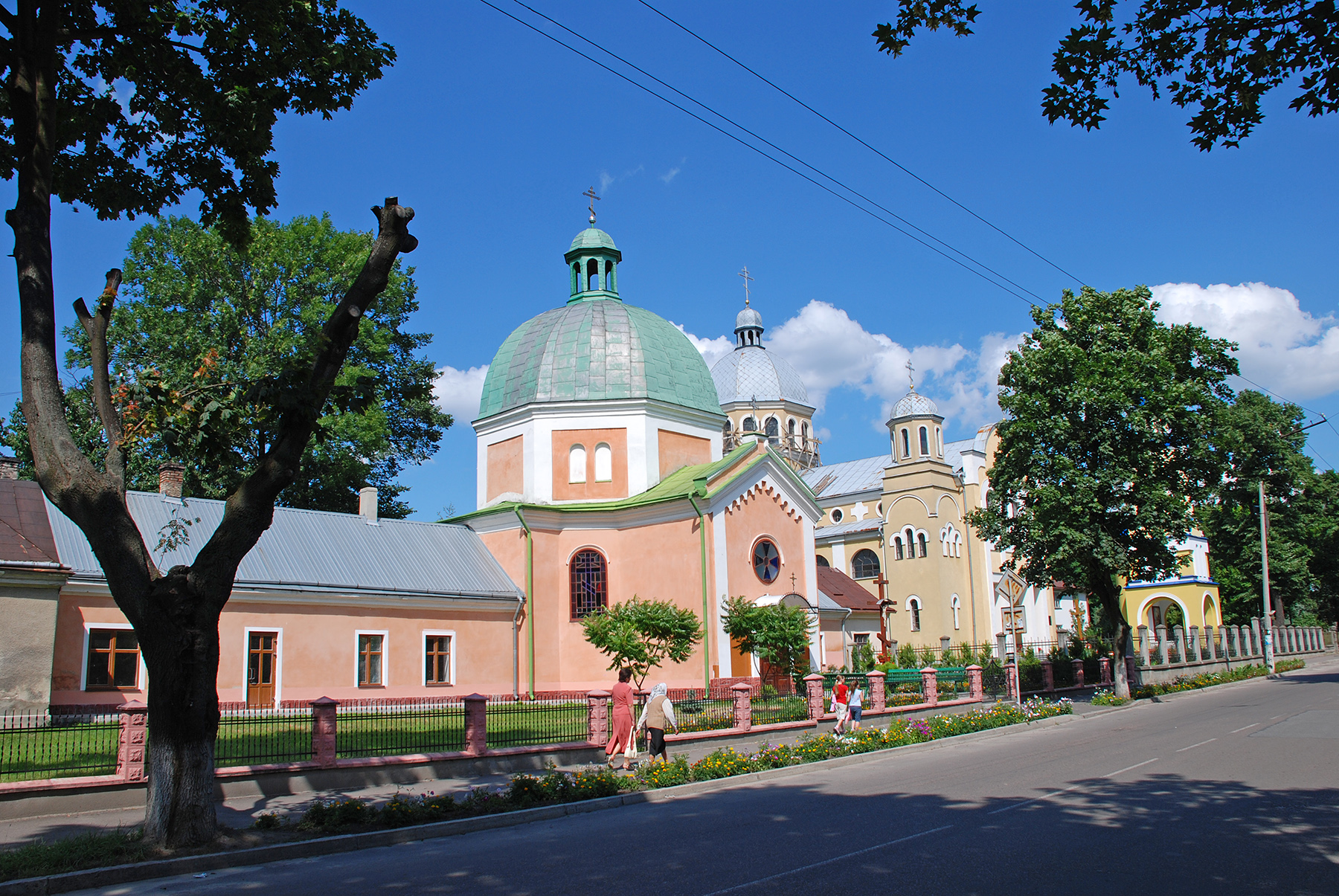
Церковь Святого Лазаря

С 1994 года центральная часть города, основу которой составляет ансамбль Вечевой площади, имеет статус историко-архитектурного заповедника.

## Известные люди, связанные с городом
Приведены в хронологическом порядке.

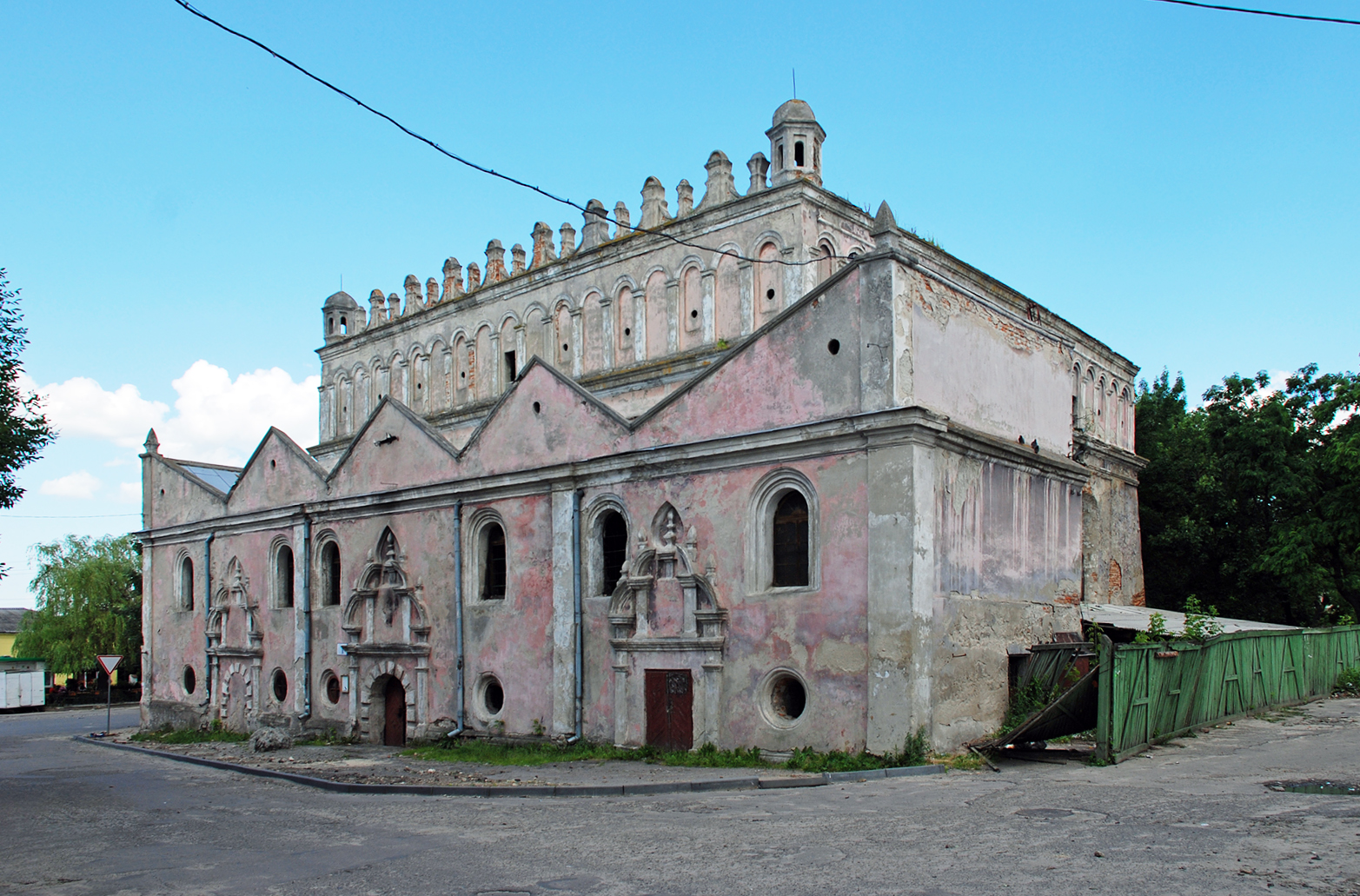
Жолковская оборонная синагога — одна из крупнейших ренессансных синагог оборонного типа в Европе

- Собеский, Якуб (1590—1646, Жолква) — польский государственный деятель
- Собеский, Константин Владислав (1680—1726, Жолква) — польский государственный деятель, внук предыдущего
- Иов Кондзелевич 1667—1740) — православный иконописец
- Леттерис, Макс (Меир) (1800—1871, Вена) — австрийский поэт, переводчик, издатель
- Ниментовский, Стефан (1866—1925, Варшава) — польский химик
- Стожек, Владзимир[пол.] (1883—1941, Львов) — польский математик
- Волк, Карл[нем.] (1896—1961, Нью-Йорк) — коммунистический политик, журналист, участник антифашистского Сопротивления
- Лаутерпахт, сэр Герш (1897—1960, Лондон) — английский юрист и учёный, специалист по международному праву
- Ландман, Зальция (1911—2002, Санкт-Галлен) — швейцарская и еврейская писательница.
- Шахтер-Шаломи, Залман[англ.] (1924—2014, Боулдер) — раввин